# 東沙空港
東沙空港（とうさくうこう、英語:Dongsha Island Airport）は、中華民国の東沙諸島・東沙島に位置する空港。

## 概要
中華民国空軍のC-130輸送機が補給のために飛来する。ユニー航空の軍用チャーター便が高雄から週1便就航している。
東沙空港の滑走路は約1,550mである。空港は現在、島と本島を連絡する重要な交通手段である。
民間人の利用は特別な許可が必要である。
東沙空港には給油設備がないため、ユニー航空のチャーター便（ATR72-600型機を使用）は、搭乗人数70名及び搭載貨物重量1696kgまでの制限下で運航されている。